# رافاييل باسكوال
رافاييل باسكوال (بالإسبانية: Rafael Pascual)‏ (16 مارس 1970 في إسبانيا - ) هو لاعب كرة طائرة شاطئية ولاعب كرة طائرة إسبانيا في مركز ضارب خارجي ‏. شارك في الألعاب الأولمبية الصيفية 2000 والألعاب الأولمبية الصيفية 1992.

## وصلات خارجية
- رافاييل باسكوال على موقع الاتحاد الأوروبي (الإنجليزية)
- رافاييل باسكوال على موقع عالم الكرة الطائرة (الإنجليزية)
- رافاييل باسكوال على موقع دوري الدرجة الأولى الإيطالي للكرة الطائرة - رجال (الإيطالية)
- رافاييل باسكوال على موقع أوليمبيديا (الإنجليزية)